# As Aventuras de Poliana
Las Aventuras de Poliana es una telenovela brasileña producida por el SBT, y exhibida entre 16 de mayo de 2018 a 13 de julio de 2020, sustituyendo Carita de Ángel y siendo sustituida por una segunda repetición de Chiquititas, por cuenta de la pandemia. Basada en el libro infantil Pollyanna de 1913, escrito por Eleanor H. Porter, quien hizo la adaptación fue Iris Abravanel, tuvo guiones de Grace Iwashita, Carlos Marques, Gustavo Braga, Fany Nogueira, Marcela Arantes y dirección de Reynaldo Boury. Esta es la segunda telenovela brasileña que es una adaptación del libro. La extinta Red Tupi presentó entre 1956 y 1957 la primera versión, Pollyana, fue la primera telenovela infantil de Brasil. Debido al éxito, una secuencia de la telenovela titulada Poliana Moça estrenó en 2022.
Tiene, en los papeles principales Sophia Valverde, Ígor Jansen,Thaís Melchior, Murilo Cezar y Dalton Vigh .

### Alteraciones en el elenco
En marzo de 2018, Milena Toscano descubrió que estaba embarazada y por cuestiones de salud tuvo que dejar el elenco.
Originalmente la dirección planeaba adelantar el máximo posible las escenas de Milena y explicar la ausencia del personaje como un viaje de negocios, sin embargo la actriz descartó la posibilidad de retornar a las grabaciones semanas después de la licencia-maternidad, teniendo que dejar la trama.  En 19 de mayo de 2018 fue definido que Thaís Melchior sustituiría Milena en el papel de Luísa.
A partir del capítulo 95, entró la sustituta, Thais Melchior. Todas las escenas de Milena Toscano posteriores a ese capítulo fueron descartadas y regrabadas.

## Sinopsis
Poliana (Sophia Valverde) es una extrovertida y optimista niña de 11 años que viajaba por todo el Brasil con sus padres, Lorenzo (Lázaro Menezes) y Alice (Kiara Sasso), en la trupe de teatro Vagalume, pero después de la muerte de su madre y su padre, ella termina teniendo que vivir en São Paulo con su tía Luísa (Thaís Melchior), una mujer fría y severa. Luísa se siente obligada a cuidar de Poliana debido a su difunta hermana, Alice. Poliana encuentra en la empleada Nancy (Rafaela Ferreira) y en el jardinero Antonio (Jitman Vibranovski) una verdadera amistad. Con el paso del tiempo, la chica comienza a conocer sus vecinos: Sr. Pendleton (Dalton Vigh), un hombre misterioso y que nadie conoce el pasado; la rabugenta Dueña Blanca (Lilian Blanc) que vive reclamando de la vida; Gleyce (Maria Gal) y Arlete (Letícia Tomazella) que viven peleando, aunque sus maridos, Ciro (Nando Cuña) y Lindomar (Ivan Pariente), sean buenos amigos; además de Afonso (Victor Percoraro), deseado por todas las mujeres pero que es enamorado por Luísa. Lo que Poliana ni imagina es que el panadero del barrio, Durval (Marat Descartes), es su tío, rechazado por Luísa por no portarse de forma noble al haber se casado con una mujer pobre.

## Exhibición
La telenovela estrenó en el día 16/05/2018, luego después de los últimos capítulos de Carita de Ángel, a las 21:00.
Tras el final de Carita de Ángel, el 7 de junio de 2018, la telenovela asumió el horario de las 20:30 horas. Con el tiempo, la telenovela empezó cada vez más tarde, a partir de la 20:45, luego a las 20:50, y a partir de 2019 a las 21 horas. En los sábados se mostraban resúmenes de los capítulos de la semana de la telenovela. Pero en agosto de 2019 lo quitaron.

### Clasificación Indicativa
En 20 de noviembre de 2018 el Ministerio de la Justicia cambió la clasificación indicativa de la telenovela de "libre para todos los públicos" para "no recomendado para menores de 10 años", alegando que la novela no era adecuada para niños más pequeños, pues contenía lenguaje impropio y violencia.

## Elenco
| Actor/Actriz         | Personaje                                       | 1° Temporada | 2° Temporada (Poliana Moça) |
| -------------------- | ----------------------------------------------- | ------------ | --------------------------- |
| Sophia Valverde      | Poliana D'Ávila Monteiro                        | Principal    | Principal                   |
| Ígor Jansen          | João Barros de Silva /Bento Goulart Vasconcelos | Principal    | Principal                   |
| Larissa Manoela      | Mirela Delfino                                  | Secundário   | Ausente                     |
| João Guilherme Ávila | Luca Della Torre (Luca Tuber)                   |              |                             |
| Vincenzo Richy       | Vinicius Gomes (Vini)                           |              |                             |
| Thaís Melchior       | Luisa D'Ávila                                   |              |                             |
| Murilo Cezar         | Marcelo Pessoa                                  |              |                             |
| Dalton Vigh          | Otto Monteiro / Sr. Pendleton                   |              |                             |
| Victor Pecoraro      | Afonso Moraes                                   |              |                             |
| Lisandra Parede      | Débora Pavão                                    |              |                             |
| Davi Campolongo      | Bento                                           |              |                             |
| Bella Fernandes      | Filipa Pessoa Mautner                           |              |                             |
| Lucas Burgatti       | Éric Von Burgo                                  |              |                             |
| Enzo Krieger         | Luigi Antunes                                   |              |                             |
| Duda Pimenta         | Kessya Soares                                   |              |                             |
| Lawrran Couto        | Guilherme Pessoa Mautner (Gui)                  |              |                             |
| Isabella Moreira     | Raquel D'Ávila Ríos                             |              |                             |
| Myrian Ríos          | Ruth Goulart                                    |              |                             |
| Rafaela Ferreira     | Nanci Delfino                                   |              |                             |
| Pedro Lemos          | Waldisney da Silva(Rato)                        |              |                             |
| Flavia Pavanelli     | Brenda Almeida                                  |              |                             |
| Vítor Britto         | Jeferson Soares                                 |              |                             |
| Lilian Blanc         | Branca Delfino                                  |              |                             |
| Marat Descartes      | Durval D'Ávila                                  |              |                             |
| Mylla Christie       | Verônica Pessoa Mautner                         |              |                             |
| Otávio Martins       | Roger Pessoa                                    |              |                             |
| Guilherme Boury      | Sérgio Antunes                                  |              |                             |
| Daniela Paschoal     | Joana Vihilo Antunes                            |              |                             |
| Clarisse Abujamra    | Gloria Pessoa                                   |              |                             |
| Theo Medon           | Mário Antunes                                   |              |                             |
| Kauan Siqueira       | Gael Ferreira                                   |              |                             |
| Vinicius Siqueira    | Benício Ferreira                                |              |                             |
| Pietra Quintela      | Lorena D'Ávila Ríos                             |              |                             |
| Bia Lanutti          | Yasmim Ferreira                                 |              |                             |
| Gracielly Junqueira  | Gabriela                                        |              |                             |
| Jitman Vibranovski   | Antônio Novaes                                  |              |                             |
| Maria Gal            | Gleyce Soares                                   |              |                             |
| Nando Cuña           | Ciro Suenes                                     |              |                             |
| Henry Fiuka          | Hugo Franco Moraes                              |              |                             |
| Camily Victoria      | Maria Victoria Siqueira (Mavi)                  |              |                             |
| Mariany Victoria     | Maria Luísa Siqueira (Malu)                     |              |                             |
| Letícia Tomazella    | Arlete Pena                                     |              |                             |
| Ivan Pariente        | Lindomar Pena                                   |              |                             |
| Valentina Oliveira   | Letícia                                         |              |                             |
| Alanys Santos        | Paola                                           |              |                             |
| Vyni Takahashi       | Zóio                                            |              |                             |
| Luccas Papp          | Luriclayton (Mosquito)                          |              |                             |
| Gil Teles            | Júlio Souza (Falcão) / Walter Elias             |              |                             |
| Letícia Cannavale    | Claudia Ferreira                                |              |                             |
| Gabriela Saadi       | Violeta Novaes                                  |              |                             |
| Raquel Bertani       | Nadine Correa                                   |              |                             |
| Cris Carniato        | Fernanda D'Ávila Ríos                           |              |                             |
| Eduardo Semerjian    | Salvador                                        |              |                             |
| Gabriela Petry       | Sophie                                          |              |                             |
| Emílio Harías        | Iuri                                            |              |                             |
| Elina de Souza       | Heloísa Oliver (Helô)                           |              |                             |
| Manu Kfouri          | Ester                                           |              |                             |

### Participaciones especiales
| Actor/Actriz        | Personaje                            |
| ------------------- | ------------------------------------ |
| Milena Toscano      | Luisa D'Ávila ((capítulo 1–94))      |
| Felipe Folgosi      | Luciano Ferreira                     |
| Asesta Haar         | Isadora D'Ávila                      |
| Raissa Chaddad      | Carla Orsini Lamenza                 |
| Tiago Abravanel     | Sr. Gigantoso                        |
| Kiara Sasso         | Alice D'Ávila Andrade                |
| Carla Fioroni       | Carla                                |
| Matheus Fagundes    | Marcelo Pessoa (joven)               |
| Ivo Müller          | Osvaldo Delfino                      |
| Luciana Vidal       | Josefa Barros de Silva               |
| Hélder Sossa        | Tião Barros de Silva                 |
| Miguel Nader        | Celso Paranhos                       |
| Diego Campagnolli   | Roger                                |
| Maria Cavalcante    | Úrsula                               |
| Tatsu Carvalho      | Paulo Von Burgo                      |
| Lázaro Menezes      | Lorenzo Andrade                      |
| Daniela Dams        | Bernadete Delfino                    |
| Sara Vidal          | Luísa D'Ávila (joven)                |
| Wesley Schmitt      | Jerry                                |
| Ricardo Dantas      | Manoel D'Ávila                       |
| Hélio Cícero        | Delegado                             |
| Rogério Troiani     | Investigador Borges                  |
| Ricardo Gaeta       | Seguridad del Toca Toca              |
| Gutto Szuster       | Cássio                               |
| Pietro Mezquita     | Olavo Mosquito (Olavinho)            |
| Nilton Bicudo       | Vigilante Sanitario (Carlos Eduardo) |
| Otávio Mezquita     | Él aún                               |
| Arnaldo Saccomani   | Él aún                               |
| João Carlos Martins | Él aún                               |

## Repercusión

### Audiencia
Luego en su estreno, en el día 16 de mayo de 2018, la telenovela registró 15 puntos de media con pico de 18, según datos de la Kantar IBOPE Media en la Grande São Paulo, alcanzando el vice liderazgo aislado para el SBT y superando la marca que hasta entonces pertenecía a la telenovela Cómplices de un Rescate de mayor audiencia de estreno de una telenovela infantil del horario de las 20h30, desde el comienzo de las telenovelas infantiles en ese horario con Carrusel en 2012. En algunos minutos la trama llegó a amenazar la Red Globo que exhibía fútbol en el horario. Además de eso, la hashtag #AsAventurasDePoliana llegó a liderar los trendings topics del Twitter durante mucho tiempo.

## Productos
Un tiempo antes del estreno fueron lanzados productos como la muñeca de la protagonista, Poliana. También hubo inversiones en DVD, CD, material escolar, juguetes y ropas.
En julio de 2019, fue confirmado por el SBT una película de la telenovela. En la portaría publicada en el Diario Oficial de la Unión, la película podrá captar hasta R$7,5 millones. La película será producida por la Panorâmica en coprodução con el SBT y distribución de Warner Bros. Pictures existían expectativas de la estrena para el segundo semestre de 2020, pero probablemente no tendrá nada.

## Problemas judiciales
En octubre de 2019, el SBT fue condenado a pagar una indemnización de R$ 700 mil a los artistas plásticos Maria Carolina Mello y Luca Bastolla por plágio de pinturas usadas en un escenario de la telenovela. La alegación era que los gráficos presentes en la fachada de la Escuela Ruth Goulart, que son imágenes de corazones, rayos y de lava, son semejantes a los producidos por los artistas y que no hubo una consulta para reproducir los originales. Maria Carolina contó que en 2018 intentó un contacto extrajudicial con el SBT antes de la apertura del proceso, pero sin éxito.

## Premios e indicaciones
| Año  | Premio                     | Categoría                 | Indicado             | Resultado | Ref.          |
| ---- | -------------------------- | ------------------------- | -------------------- | --------- | ------------- |
| 2018 | Mis Premios Nick           | Programa de TELE Favorito | Iris Abravanel       |           |               |
| 2018 | Premio Contigo!            | Mejor Novela              | Iris Abravanel       | Venezuela | [ 25 ]        |
| 2018 | Premio Contigo!            | Mejor Actriz Coadyuvante  | Larissa Manoela      | Venezuela |               |
| 2018 | Premio Contigo!            | Mejor Actor Coadyuvante   | João Guilherme Ávila | Venezuela | [ 26 ]        |
| 2018 | Premio Contigo!            | Mejor Artista Mirim       | Sophia Valverde      | Venezuela | [ 27 ] [ 28 ] |
| 2018 | Premio F5                  | Mejor Novela              | Iris Abravanel       | Venezuela |               |
| 2018 | Premio F5                  | Mejor Actriz Mirim        | Sophia Valverde      | Venezuela |               |
| 2018 | Premio F5                  | Mejor Actriz              | Milena Toscano       |           |               |
| 2018 | Premio F5                  | Actor Revelación          | Lawrran Couto        | Venezuela |               |
| 2018 | Premio Joven Brasileño     | Mejor Actriz              | Larissa Manoela      | Venezuela |               |
| 2018 | Premio Joven Brasileño     | Mejor Actor               | João Guilherme Ávila |           |               |
| 2018 | Premio Extra de Televisión | Mejor Actor/Actriz Mirim  | Sophia Valverde      |           |               |
| 2018 | Premio Extra de Televisión | Mejor Actor/Actriz Mirim  | Ígor Jansen          |           |               |
| 2018 | BreakTudoAwards            | Mejor Actriz Nacional     | Larissa Manoela      |           |               |
| 2019 | Trofeo Internet            | Mejor Novela              | Iris Abravanel       |           |               |
| 2019 | Trofeo Internet            | Mejor Actriz              | Sophia Valverde      | Venezuela |               |
| 2019 | Trofeo Internet            | Mejor Actriz              | Larissa Manoela      |           |               |
| 2019 | Trofeo Internet            | Revelación del Año        | Ígor Jansen          |           |               |
| 2019 | Trofeo Prensa              | Mejor Novela              | Iris Abravanel       |           |               |
| 2019 | Trofeo Prensa              | Mejor Actriz              | Sophia Valverde      |           |               |
| 2019 | Trofeo Prensa              | Revelación del Año        | Ígor Jansen          |           |               |